# Хамит Алтинтоп
Хамит Алтинтоп (тур. Hamit Altıntop; 8. децембар 1982) бивши је турски фудбалер који је играo на позицији везног играча. Његов брат близанац Халил Алтинтоп је такође бивши фудбалер.

## Клупска каријера
Заједно са братом је започео професионалну каријеру у локалном клубу Ватеншајду. Показао се као добар играч, тако да су већи клубови препознали његов таленат, и тако је 2003. године потписао уговор са Шалкеом. У том клубу провео је 4 сезоне, одиграо укупно 148 утакмица и постигао 10 голова.
На почетку сезоне 2007/08. заиграо је за Бајерн Минхен. Свој први гол за Бајерн постигао је против Сао Паула из слободног ударца. Са Бајерном је освојио две Бундеслиге и два Купа Немачке, а играо је и финале УЕФА Лиге шампиона 2010. када је одиграо 63. минута утакмице. У том мечу Бајерн је поражен од Интера. Након неуспелих договора са управом клуба око продужења уговора, Алтинтоп је 2011. године постао слободан играч.
Дана 16. маја 2011. године потписао је уговор са Реалом. Дебитовао је на утакмици Лиге шампиона против Ајакса, а у Ла Лиги против Реал Бетиса.
Дана 13. јула 2012. потписао је уговор са Галатасарајем за своту од 3,5 милиона евра. У Галатасарају је провео 5 сезона и за то време је одиграо укупно 89 утакмица и постигао 4 гола.
Дана 31. јануара 2017. године прешао је у Дармштат где је провео једну сезону.

## Репрезентативна каријера
За репрезентацију Турске наступао је на Европском првенству 2008. када је његов тим направио изненађење и стигао до полуфинала. Укупно је одиграо 82 утакмице и постигао 7 голова.

## Статистика каријере

### Репрезентативна
| Турска | Турска   | Турска |
| Година | Утакмице | Голови |
| ------ | -------- | ------ |
| 2004   | 6        | 0      |
| 2005   | 10       | 0      |
| 2006   | 11       | 0      |
| 2007   | 11       | 2      |
| 2008   | 9        | 0      |
| 2009   | 6        | 1      |
| 2010   | 9        | 3      |
| 2011   | 6        | 0      |
| 2012   | 9        | 1      |
| 2013   | 3        | 0      |
| 2014   | 2        | 0      |
| Укупно | 82       | 7      |

## Успеси

### Клупски
Шалке 04
- Лига куп Немачке: 2005.
- Интертото куп: 2003, 2004.

Бајерн Минхен
- Бундеслига Немачке: 2007/08, 2009/10.
- Kуп Немачке: 2007/08, 2009/10.
- Лига куп Немачке: 2007.
- Суперкуп Немачке: 2010.
- УЕФА Лига шампиона: финалиста 2009/10.

Реал Мадрид
- Прва лига Шпаније: 2011/12.

Галатасарај
- Суперлига Турске: 2012/13, 2014/15.
- Kуп Турске: 2013/14, 2014/15.
- Суперкуп Турске: 2012, 2013, 2016

### Индивидуални
- Тим сезоне Буденслиге: 2005/06.
- ФИФА Пушкашова награда: 2010.
- Тим Европског првенства: 2008.[5]
- Најбољи асистент: 2008.